# Arna, Grecia
Arna (în greacă Άρνα) este un sat în prefectura Laconia, Grecia.